# Tricastins
Les Tricastins (en Latin Tricastini) sont un peuple celto-ligure de la Gaule narbonnaise.

## Localisation
Les Tricastins habitaient entre le Rhône et les Préalpes, dans un territoire centré sur l'actuelle commune de Saint-Paul-Trois-Châteaux et qui constitue, du IVe à la fin du XVIIIe siècle, le diocèse de Saint-Paul-Trois-Châteaux (en latin : Dioecesis Tricastrinensis). Mentionnés dans la Géographie de Strabon, ils appartiennent à la confédération des Cavares.

## Histoire
Les Tricastins sont cités par Tite-Live à propos des invasions gauloises en Italie, menées par Bellovèse, au VIe siècle av. J.-C. Ce chef de tribus fit étape en pays des Tricastins lors de son périple. Ils sont également nommés dans sa narration du passage des Alpes par Hannibal, par Silius Italicus, qui reprend le texte de Tite-Live. Ces récits laissent apparaître une installation ancienne des Tricastins dans cette région entre le VIIIe et le IIe s. av. J. C..
La conquête romaine dans le sud-est de la France actuelle se produit en plusieurs périodes : celle de Tricastins, des Voconces et des Cavares s'est déroulée entre 125 av. J.-C. et 118 av. J.-C..
Leur capitale est appelée Augusta Tricastinorum par Pline l'Ancien. Cependant, aucune source ne la présente comme une colonie romaine avant l'époque des Flaviens. Le cadastre B d'Orange, l'antique Arausio, indique une fixation tardive de leur frontière sud lors de l'érection d'Orange en colonie : c'est en 77 que la capitale des Tricastins reçoit le nom de Colonia Flavia Tricastinorum. Une inscription latine d’époque romaine concernant leur cité a été retrouvée en 1961 lors des fouilles de la rue dite « aux colonnes » à Vaison-la-Romaine et conservée au musée archéologique Theo Desplans. Gravée sur plaque de marbre, elle était destinée à compléter une base de statue. Elle honore Antistia Pia Quintilla qui fut flaminique de la colonia Flavia Tricastinorum, et a été élevée par son affranchi Philocrite ou Philocrate,. La table de Peutinger donne le nom gaulois de cette ville, Senomagus, qui serait le quartier de Saint-Pierre-de-Sénos à Bollène.

## Galerie

Inscription retrouvée en 1961 à Vaison-la-Romaine et concernant les Tricastins
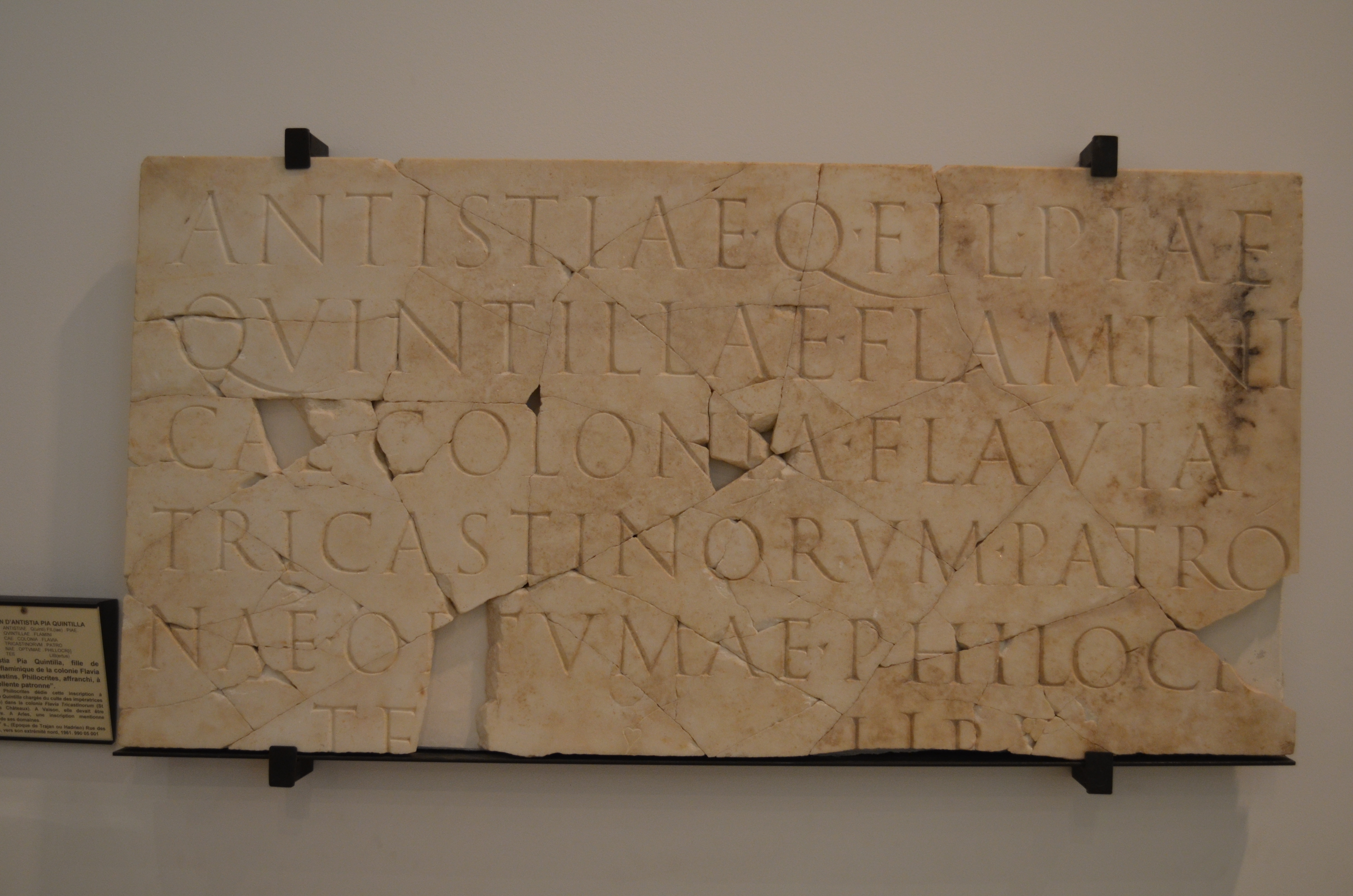
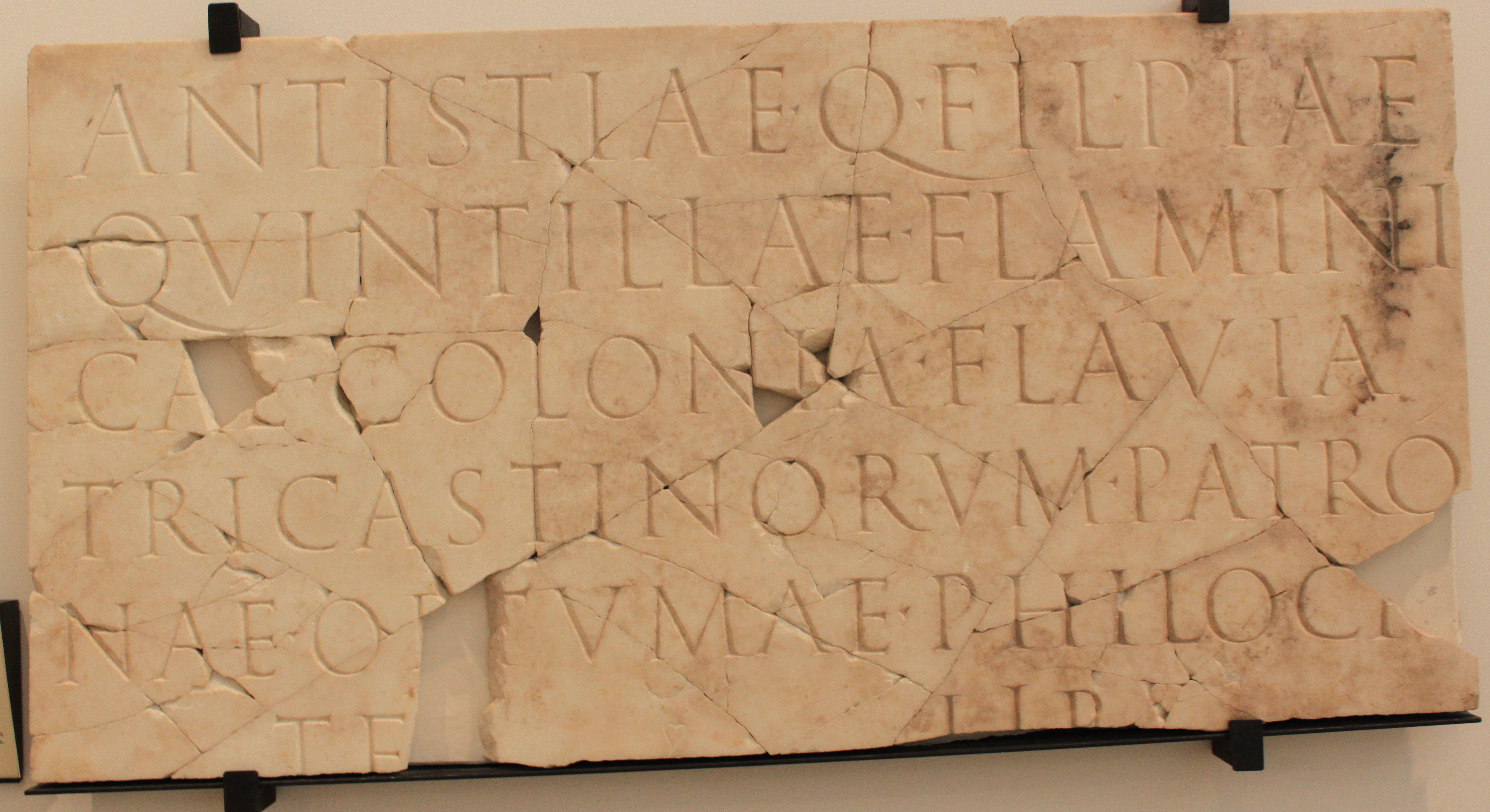